# Arrondissement de Gniby
L'arrondissement de Gniby est l'un des arrondissements du Sénégal. Il est situé dans le département de Kaffrine et la région de Kaffrine.
Il a été créé par un décret du 10 juillet 2008.
Il compte trois communautés rurales :
- Communauté rurale de Gniby
- Communauté rurale de Boulel
- Communauté rurale de Kahi

Son chef-lieu est Gniby.